# Diego Ochoa Berdejo
Diego Ochoa Berdejo (Zapopan, Jalisco; 20 de abril de 2005) es un futbolista mexicano que juega como defensa central y su equipo actual es el Fútbol Club Juárez de la Primera División de México.

## Inicios

### Club Deportivo Tapatío
Surgido de la cantera rojiblanca, debutaría en Liga de Expansión MX con la filial del Deportivo Guadalajara en la Jornada 13 del Apertura 2024, entrando de cambio al minuto 83.
Con el Tapatío jugo solo 8 partidos, para después seguir en las categorías inferiores.

### Club Deportivo Guadalajara
Debuta en Máxima Categoría de la mano del entrenador Fernando Gago, debutando como titular en la Segunda Jornada del Clausura 2025 jugando solo el primer tiempo, y saliendo de cambio por Miguel Gómez.

### Fútbol Club Juárez
De cara al Apertura 2025, llega con los Bravos en calidad de préstamo.